# فيلدج بيبيل
فيلج بيبول (قوم القرية بالعربية) فرقة غنائية أمريكية معروفة بأزيائها التي تمثل الصور الرجولية النمطية وألحانها الجذابة. أسس الفرقة جاك مورالي وهنري بيلولو لإستهداف جمهور الديسكو المثلي، لكن سرعان ما انشهرت الفرقة عالميًا. احرزت الفرقة العديد من الأغاني الناجحة عالميًا مثل «رجل رجولي» و«في البحرية» و«واي إم سي أي».

## التاريخ
أنشأ جاك مورالي، ملحن فرنسي، الفرقة. كتب في السابق ألحانًا راقصة للمغني والممثل فيكتور ويليس. تحدث مورالي مع ويليس وأخبره: «حلمت أنك غنيت ألبومي وحقق الألبوم نجاحًا ضخمًا.» وافق ويليس على غناء الألبوم الأول.
حقق الألبوم نجاحًا وبدأت مطالبات بظهور مباشر. جلب مورالي ورفيق عمله هنري بيلولو جماعة من الراقصين ليؤدون مع ويليس العروض في الملاهي. يشير اسم الفرقة إلى قرية غرينتش في نيويورك، التي عُرفت بذلك الوقت بسكانها المثليين. كونا مورالي وبيلولو فرقة من الصور النمطية الرجولية المشهورة بالقرية. مع تزايد الشهرة، شعرا بالحاجة لوجود فرقة دائمة، فنشرا إعلانًا في مجلة موسيقية: «نحتاج رجالًا يرقصون ويمتلكون شاربًا.»
قابل مورالي أول المنتسبين، فيليب روز (الذي ارتدى زي أمريكي أصلي)، في شوارع غرينتش. كان روز ساقٍ بأجراس ميلاد على حذائه، وتلقى دعوة للمشاركة بجلسات تسجيل الألبوم الأول. أليكس برايلي، الذي ارتدى بالبداية زي رياضي ثم ضابط بالجيش، اختاره ويليس بنفسه. الباقين هم مارك ماسلر (عامل بناء) وديف فوريست (راعي بقر) ولي ماوتن (مرتدي الجلد) وبيتر وايتهيد الذي ظهر بفيديو أول أغنية ناجحة للفرقة، «سان فرانسيسكو (نلت مني)». البدلاء اللاحقين هم غلين هيو (مرتدي الجلد) وديفيد هودو (عامل البناء) وراندي جونز (راعي البقر). لعب ويليس دور رجل شرطة.
جلبت لهم أغنية «رجل رجولي» شهرة عالمية عام 1978، وأغنيتهم التالية «واي إم سي أي» باتت من أشهر أغاني السبعينات.
بلغت شهرة الجماعة أوجها عام 1979 عندما ظهروا عدة مرات على برنامج ميرف غريفن وسافروا مع بوب هوب لتسلية الجنود الأمريكيين. ظهروا أيضًا على غلاف رولينغ ستون بأبريل 1979. ترك ويليس الفرقة مع نهاية جولة عالمية بنفس العام واستبدله راي سمسون.

## روابط خارجية
- فيلدج بيبيل على موقع IMDb (الإنجليزية)
- فيلدج بيبيل على موقع ميوزك برينز (الإنجليزية)
- فيلدج بيبيل على موقع رولينغ ستون (الإنجليزية)
- فيلدج بيبيل على موقع أول ميوزيك (الإنجليزية)
- فيلدج بيبيل على موقع ديسكوغز (الإنجليزية)